# منتصلة غير لطيفة
منتصلة غير لطيفة (الاسم العلمي: Achromobacter insuavis) هي نوع من البكتيريا، سلبية الغرام، تتبع المنتصلة.